# Tasmangent
De tasmangent (Sula dactylatra tasmani) is een ondersoort van de maskergent die behoort tot de familie Sulidae (Genten). 

## Verspreiding en leefgebied
Deze soort broedt op Norfolk, Lord Howe-eiland en de Kermadeceilanden.